# Трімонт (Міннесота)
Трімонт (англ. Trimont) — місто (англ. city) в США, в окрузі Мартін штату Міннесота. Населення — 705 осіб (2020).

## Географія
Трімонт розташований за координатами 43°45′40″ пн. ш. 94°42′57″ зх. д. / 43.76111° пн. ш. 94.71583° зх. д. (43.761110, -94.715804).  За даними Бюро перепису населення США в 2010 році місто мало площу 1,91 км², уся площа — суходіл. В 2017 році площа становила 2,04 км², уся площа — суходіл.

## Демографія
Згідно з переписом 2010 року, у місті мешкало 747 осіб у 310 домогосподарствах у складі 186 родин. Густота населення становила 392 особи/км².  Було 348 помешкань (182/км²).
Расовий склад населення:
| - 97,9 % — білих - 0,3 % — корінних американців - 0,3 % — азіатів - 0,1 % — чорних або афроамериканців |

До двох чи більше рас належало 0,7 %. Частка іспаномовних становила 0,8 % від усіх жителів.
За віковим діапазоном населення розподілялося таким чином: 24,8 % — особи молодші 18 років, 50,7 % — особи у віці 18—64 років, 24,5 % — особи у віці 65 років та старші. Медіана віку мешканця становила 45,1 року. На 100 осіб жіночої статі у місті припадало 87,7 чоловіків;  на 100 жінок у віці від 18 років та старших — 84,3 чоловіків також старших 18 років.
Середній дохід на одне домашнє господарство  становив 55 378 доларів США (медіана — 43 229), а середній дохід на одну сім'ю — 67 031 долар (медіана — 56 875). Медіана доходів становила 52 708 доларів для чоловіків та 35 179 доларів для жінок. За межею бідності перебувало 9,6 % осіб, у тому числі 6,6 % дітей у віці до 18 років та 11,5 % осіб у віці 65 років та старших.
Цивільне працевлаштоване населення становило 379 осіб. Основні галузі зайнятості: освіта, охорона здоров'я та соціальна допомога — 29,3 %, роздрібна торгівля — 12,4 %, виробництво — 12,1 %.